# 中村直三

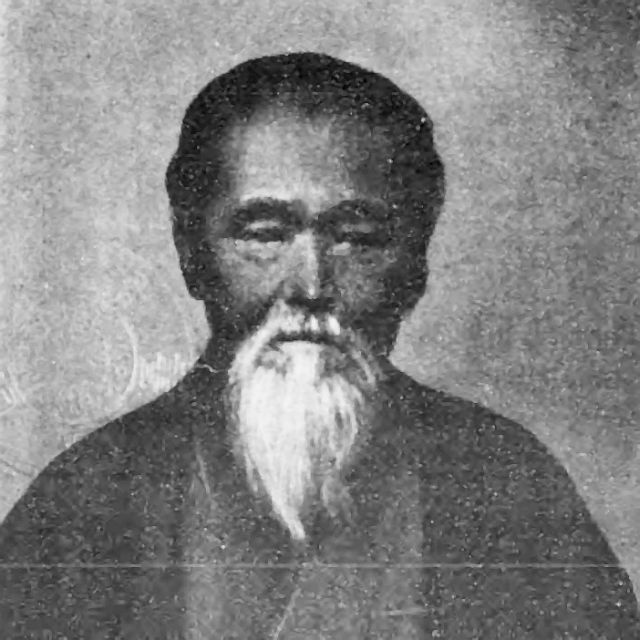
中村直三

中村 直三（なかむら なおぞう、文政2年3月8日（1819年4月2日） - 明治15年（1882年）8月13日）は、奈良県出身の老農（篤農家）・農業指導者。群馬県の船津伝次平、香川県の奈良専二と並び、「明治の三老農」の一人として明治農法の確立に努めた。また、従来の農書とは別に、角力番付、一枚刷り、小冊子など、農民にわかりやすい形式を活用して、自らの農法を積極的に広めた。

## 略歴
1819年、大和国山辺郡永原村（現・奈良県天理市）の貧農の家に生まれた彼は、幕末各地で起きた農民一揆を機に、米の増収こそ問題解決の根本であると考え、1863年以後イネの比較試作による品種改良を終生の仕事とした。
その成果は着々と実り、1868年、永原村など11ヶ村の耕地実測や農事改良、稲種選抜などの功績で大和各藩から表彰された。
のち1872年に『地蔵早稲』を、1877年には76種の優良稲種を明治政府勧業祭（現農林水産省）へ提出、秋田・宮城・石川・大分各県の稲作指導にもあたった。
さらに1881年、第二回内国勧業博覧会には実に740種の稲種を出品、全国の代表的稲種品種改良家と仰がれたが、翌1882年8月13日に病死した。
1915年、従五位を追贈された。

## 著書
- 『勧農微志』
- 『伊勢錦』
- 『筆松といふ者の米作りの話』
- 『畑稲』
- 『ちわら早稲』
- 『稲種選択法』
- 『稲田収量実験表』など

## 参考
- 中村直三農功之碑 - 奈良市・奈良公園内